# Südstern (Berlin)
Der Südstern ist ein im 19. Jahrhundert angelegter Stadtplatz, der zum Ortsteil Kreuzberg im Berliner Bezirk Friedrichshain-Kreuzberg gehört.

## Geschichte und Beschreibung
Den Namen Südstern trägt der Platz seit dem 31. Juli 1947. Von 1893 bis 1938 hieß er Kaiser-Friedrich-Platz, danach Gardepionierplatz.

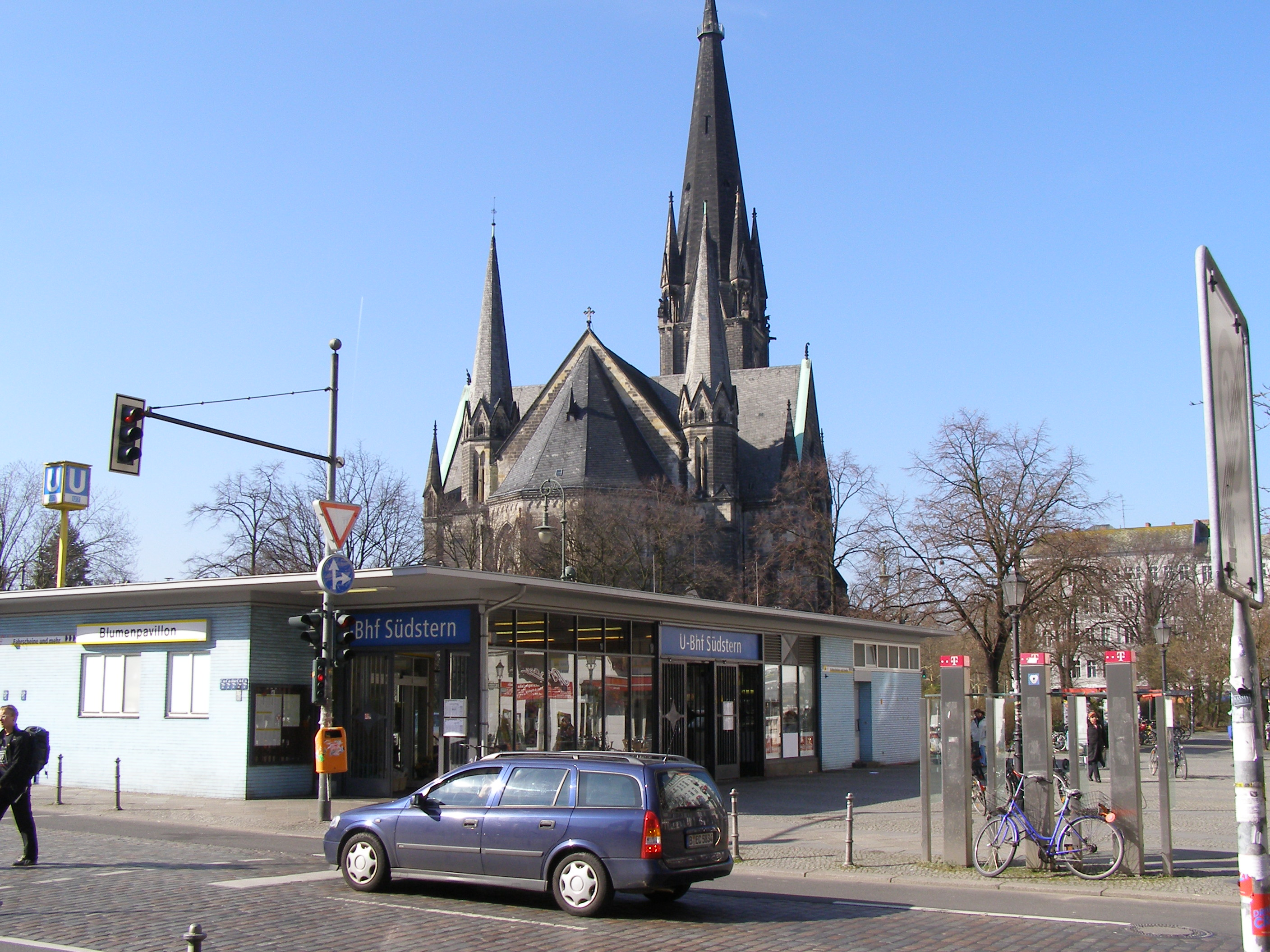
U-Bahnhof und Kirche am Südstern aus Richtung Hasenheide

Die nordwestlichen Ausläufer des Volksparks Hasenheide reichen bis an den Platz heran, dessen schmales Zentrum inselartig von einer der Hauptverkehrsadern zwischen Neukölln und Kreuzberg umfasst wird – die nach Osten als Hasenheide und nach Westen als Gneisenaustraße verläuft. Die Gneisenaustraße ist das letzte Teilstück des „Berliner Generalszugs“, der mit dem Südstern endet. Unter den beiden Straßen verläuft die U-Bahn-Linie U7, die die Ortsteile Spandau und Rudow miteinander verbindet und am U-Bahnhof Südstern Station macht.
Der Platz trägt seinen Namen nach der sternförmigen Verteilung von sieben abgehenden Straßen, die seinerzeit im südlichen Berliner Grenzbereich lagen. Neben den erwähnten Hauptverkehrsadern sind das die heutigen Straßen Lilienthalstraße, Bergmannstraße, Blücherstraße, Fontanepromenade und Körtestraße.
Beherrscht wird der straßenumgebene Mittelteil des Platzes von der monumentalen neugotischen evangelischen Kirche am Südstern. Das Gotteshaus entstand nach Entwürfen des Garnison-Bauinspektors Ernst August Roßteuscher, deren Grundsteinlegung am 18. April 1894 erfolgte und die am 8. Mai 1897 in Gegenwart von Kaiserin Auguste Viktoria und Kaiser Wilhelm II. feierlich eröffnet wurde. In ihren ersten Jahren diente die Kirche als Garnisonkirche für die Truppen, die vor den Toren der Stadt stationiert waren.
Westlich des Volksparks und der Lilienthalstraße schließt sich parallel zur Bergmannstraße ein ausgedehntes Friedhofsgelände mit vielen historischen Grabstätten und Berliner Ehrengräbern an. Zu den Kirchhöfen zählen beispielsweise der Kirchhof Luisenstadt, der Werdersche Kirchhof und der Kirchhof Jerusalem. Unweit des Südsterns liegt ebenfalls in der Lilienthalstraße neben der Johannes-Basilika die Apostolische Nuntiatur in Berlin, die diplomatische Vertretung des Vatikans in der Bundesrepublik Deutschland.
Am Südstern wohnen zahlreiche Künstler, so u. a. die Schriftstellerin und Journalistin Anja Tuckermann und der Schriftsteller Paul Alfred Kleinert.